# Pap Margit
Pap Margit (Kézdivásárhely, 1967. augusztus 22. –) erdélyi származású magyar matematikus, egyetemi oktató, Tóth László felesége.

## Életpályája
1989-ben matematika szakot végzett a kolozsvári Babeș–Bolyai Tudományegyetemen. 1989–1994 között a kolozsvári Báthory István Elméleti Líceumban matematikát tanított. 1994–1998 között a tanársegéd a Babeş–Bolyai Tudományegyetem matematika és informatika karán 1998-tól a Pécsi Tudományegyetem természettudományi karának matematika tanszékén egyetemi adjunktus, majd 2006-tól egyetemi docens. A Babeş–Bolyai Tudományegyetemen 1998-ban doktori címet szerzett, amelyet 2003-ban a Debreceni Egyetemen honosított. 2010-ben habilitált az ELTE informatika karán.

## Munkássága
Kutatási szakterületei: komplex analízis, harmonikus és wavelet analízis, jelfeldolgozás alkalmazásai.

### Válogatott cikkei
- Pap M.: The voice transform generated by a representation of the Blaschke group on the weighted Bergman spaces, Annales Univ. Sci. Budapest,. Sect. Comp. 33 (2010) 321–342.
- Soumelidis, Alexandros; Fazekas, Zoltan; Papp, Margit; Schipp, Ferenc: Discrete orthogonality of Zernike functions and its relevance to corneal topography, 5th Hungarian Conference on Computer Graphics and Geometry, 2010. Budapest, Hungary, 125–132 (eds.: Szirmay-Kalos, L; Renner, Gábor)
- Soumelidis, Alexandros; Fazekas, Zoltan; Schipp, Ferenc; Pap, Margit: Discrete orthogonality of Zernike functions and its application to corneal measurements, Electronic Engineering and Computing Technology Lecture Notes in Electrical Engineering, 2010., Vol. 60, 455–469
- Pap M.: Frame and wavelet system on the sphere , Int. J. of Mathematical Sciences and Applications, Vol. 1, No. 1, January 2011.
- Pap M., Schipp F.: The voice transform on the Blaschke group III. Publ.Math. Debrecen, 2009/75/1-2 (22)
- Pap M., Schipp F.: The voice transform on the Blaschke group II., Annales Univ. Budapest., Sect. Comp. 29 (2008) 157–173.
- Pap M., Schipp F.: The voice transform on the Blaschke group I., PU. M. A. Vol. 17 (2006), No. 3-4, pp. 387–395.
- Pap.,M., Schipp, F.: Discrete orthogonality of Zernike functions, Mathematica Pannonica, 16/1 (2005 ), 137–144.
- Pap., M.: Discrete approximation of the solution of the Dirichlet problem by discrete means, Acta Mathematica Academiae Paedagogicae Nyíregyháziensis, 20 (2004) 177–183.
- Pap, M., Schipp, F.: Interpolation by Rational Functions, Annales Univ. Sci. Budapest Section Comp., 23 (2004) 223–237.